# Füles kosbor
A füles kosbor (Orchis mascula) az egyszikűek (Liliopsida) osztályának spárgavirágúak (Asparagales) rendjébe, ezen belül a kosborfélék (Orchidaceae) családjába tartozó, Magyarországon védett növényfaj.

## Előfordulása
Közép-Európa és a Balkán hegyvidékein, valamint Délnyugat-Ázsia nagy részén, egészen Iránig honos. Magyarországon a Zemplénben, az Aggteleki-karszton, a Bükk-vidéken, a Börzsönyben, a Pilisben, a Vértesben és a Bakonyban vannak állományai; inkább a magasabb (42%) és alacsonyabb (38%) hegyvidékek növénye.
Vad állományai még megtalálhatóak Északnyugat-Afrikában és a Közel-Keleten is.

## Alfajai
- Orchis mascula subsp. ichnusae Corrias, Boll. Soc. Sarda Sci. Nat. 21: 403 (1982)
- Orchis mascula subsp. laxifloriformis Rivas Goday & B.Rodr., Anales Jard. Bot. Madrid 5: 377 (1946)
- Orchis mascula subsp. mascula
- Orchis mascula subsp. scopulorum (Summerh.) H.Sund. ex H.Kretzschmar, Eccarius & H.Dietr., Orchid Gen. Anacamptis Orchis Neotinea: 308 (2007)
- Orchis mascula subsp. speciosa (Mutel) Hegi, Ill. Fl. Mitt.-Eur. 1(2): 347 (1909)

## Megjelenése
A füles kosbor 20-60 centiméter magas, lágyszárú, évelő növény. Ikergumói a talajban találhatók. Tőlevélrózsáját 2-4 lándzsás vagy visszás-tojásdad alakú, 6-12 centiméter hosszú és 1-3,2 centiméter széles tőlevél alkotja, amelyek töve legtöbbször barnásfeketén vagy barnásvörösen pontozott. A szár alsó része szintén pöttyözött, felül bíboros árnyalatú és további 2-3, 4-12 centiméteres szárölelő levél található rajta.
Május-júniusban virít. Viszonylag laza szerkezetű fürtvirágzatát 10-30 darab 1,5-2,5 centiméteres virág alkotja, amelyek színe a világosrózsaszíntől a sötétbíborig változhat. A külső lepellevelek (szirmok) elállóak, más hasonló kosboroktól eltérően nem hajolnak össze sisakszerűen, csúcsuk hosszú hegybe kihúzott, visszahajló; hosszuk 9,5-14 milliméter, szélességük 4-5 milliméter. A belső lepellevelek hossza 7,3-9,5 milliméter, szélessége 4-5 milliméter. A mézajak (labellum) három hasábra osztott, széle fogazott, középső részén többnyire néhány kisebb, sötét folt látszik; hossza 8,8-11,6 milliméter, szélessége 11-13 milliméter. Magházzal megegyező hosszú, 8,3-9,5 milliméteres sarkantyúja vízszintesen vagy ferdén felfelé irányul.
Termése 14-16 milliméter hosszú, 4-6 milliméter széles, szárhoz simuló toktermés.

## Életmódja
Száraz és üde talajú gyertyános–tölgyesekben, mészkerülő- és bokorerdőkben, sziklagyepekben, sziklafüves hegyoldalakon, karsztbokorerdőkben, hegyi réteken, esetleg bükkösökben fordul elő nyílt termőhelyen, félárnyékban vagy időszakos árnyékolásban. Élőhelyein a talaj kémhatását pH 6,0-7,2 közöttinek mérték.
Magvai szeptemberben csíráznak, az első levele a következő tavasszal, áprilisra fejlődik ki, a kétéves növény gumója jól fejlett, az első virágzásra pedig négyéves korában kerül sor. Élettartama kb. 14 év. A többi orchideához hasonlóan csírázáshoz és fejlődéséhez gombákkal lép szimbiózisba, partnere többek között a Thanatephorus ochraceus szaprotróf gombafaj.
Hajtásai márciusban jelennek meg a felszínen. Április végétől június végéig virágzik, középnapja május 25. Illat nélküli virágait főleg poszméhek (Bombus hortorum, B. lapidarius, B. confuses, B. terrestris, B. agrorum, B. pratorum, B. campestris, B. muscorum) porozzák be. Bár rendelkezik sarkantyúval, amely más kosborfajokban nektárt termel, maga nem állítja azt elő, hanem virágának külsejével a bőséges nektártermő árvacsalánfajokat utánozza és megtéveszti a beporzó rovarokat. Megtermékenyülési arányuk viszonylag alacsony, 7-25% közötti.
A sápadt kosborral hibridet alkothat.

## Természetvédelmi helyzete
A bíboros kosbor nagy területen elterjedt, helyenként gyakori faj, a Természetvédelmi Világszövetség Vörös listáján "nem fenyegetett" státusszal szerepel. Termőhelyei közül a hegyi réteket beerdősülés fenyegetheti, az erdőkben az erdészeti tevékenység és a vadállatok (elsősorban a vaddisznó) károsíthatják. Magyarországon eddig összesen 74 állományát mérték fel, amelyből 38 az 1990-es év után is megmaradt, visszaszorulásának mértéke 49%-os. Teljes hazai egyedszámát kb. ezerre becslik. 1982 óta védett, természetvédelmi értéke 10 000 Ft.

## Képek

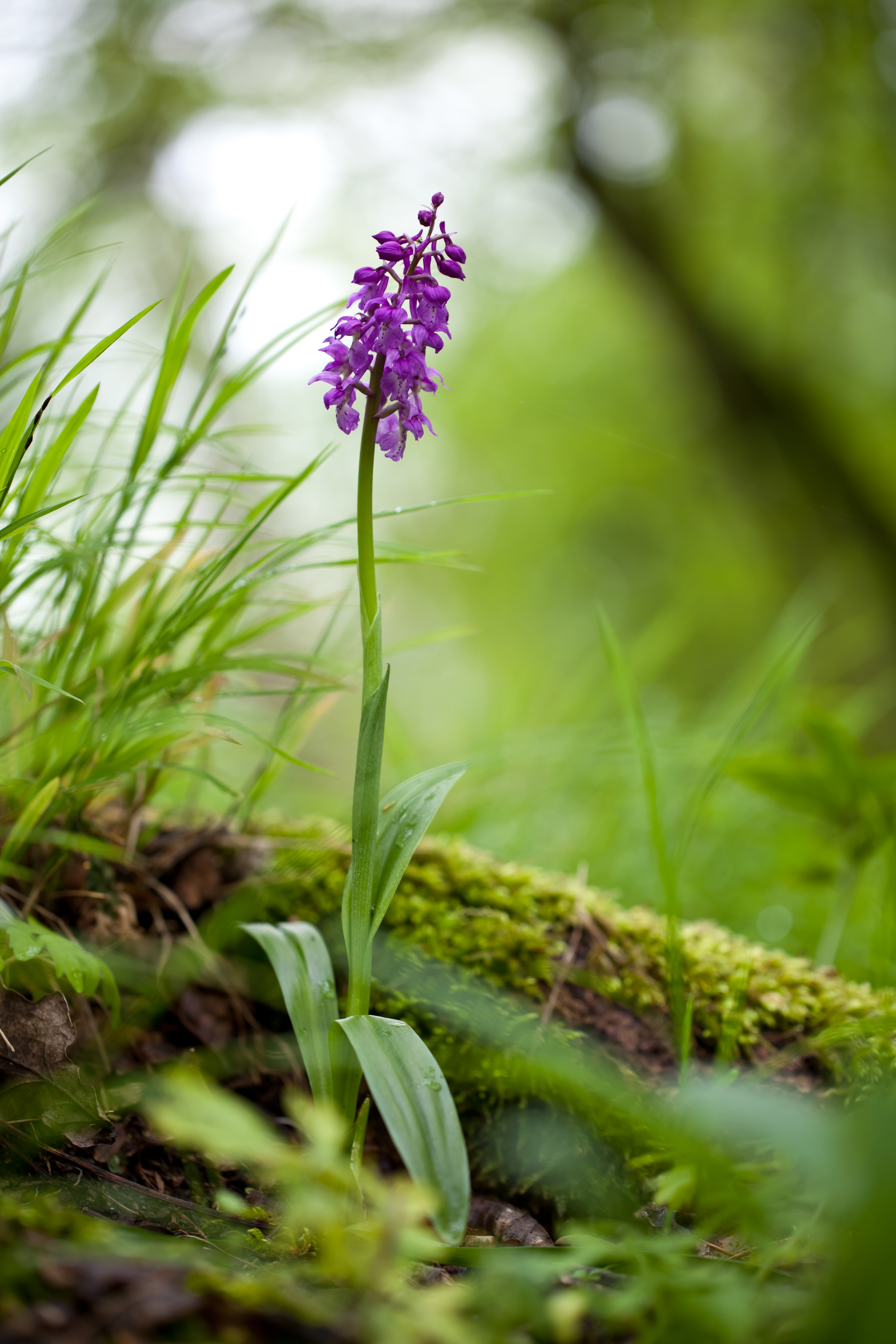
Habitusa
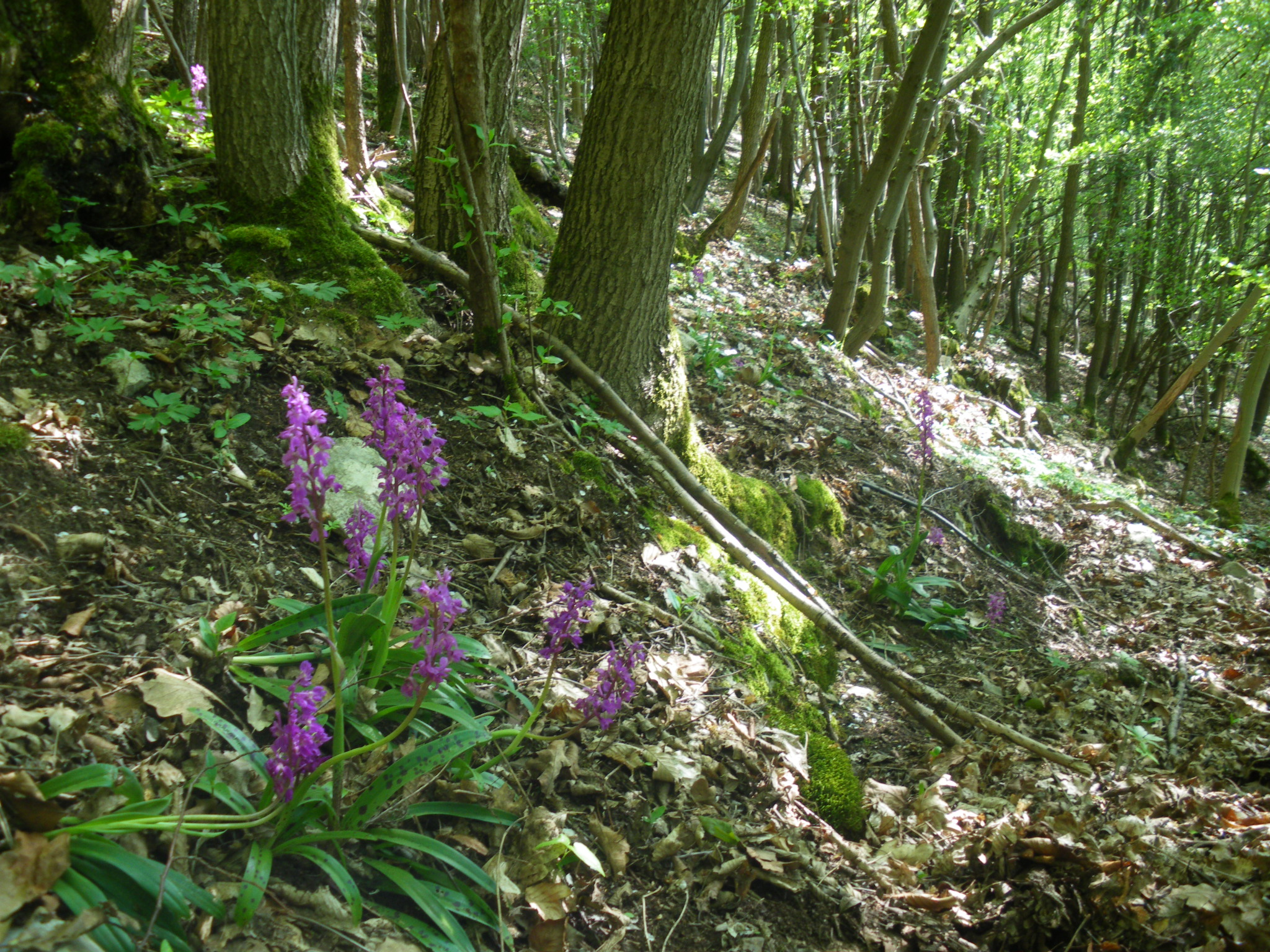
Élőhelyén
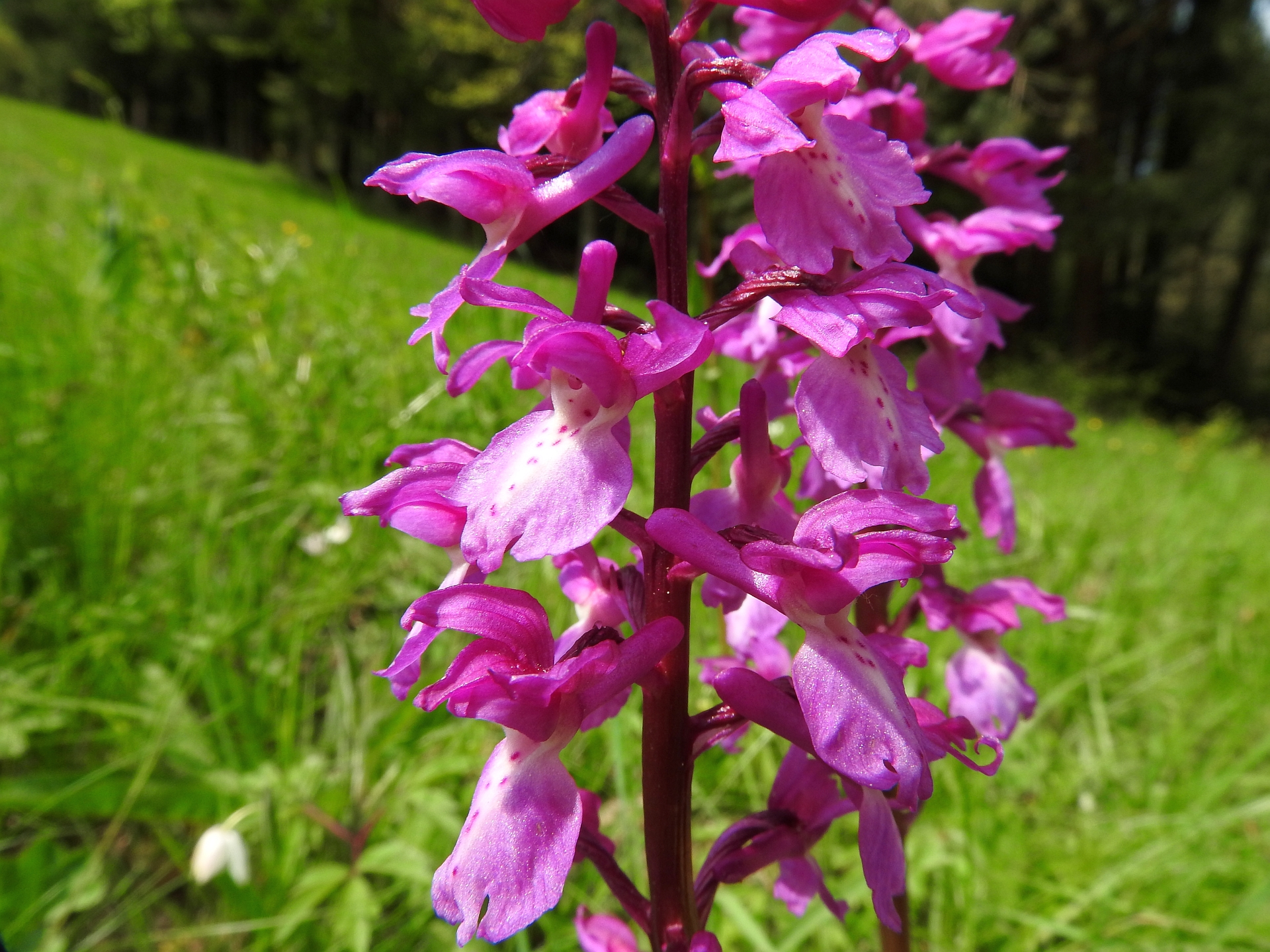
Virága
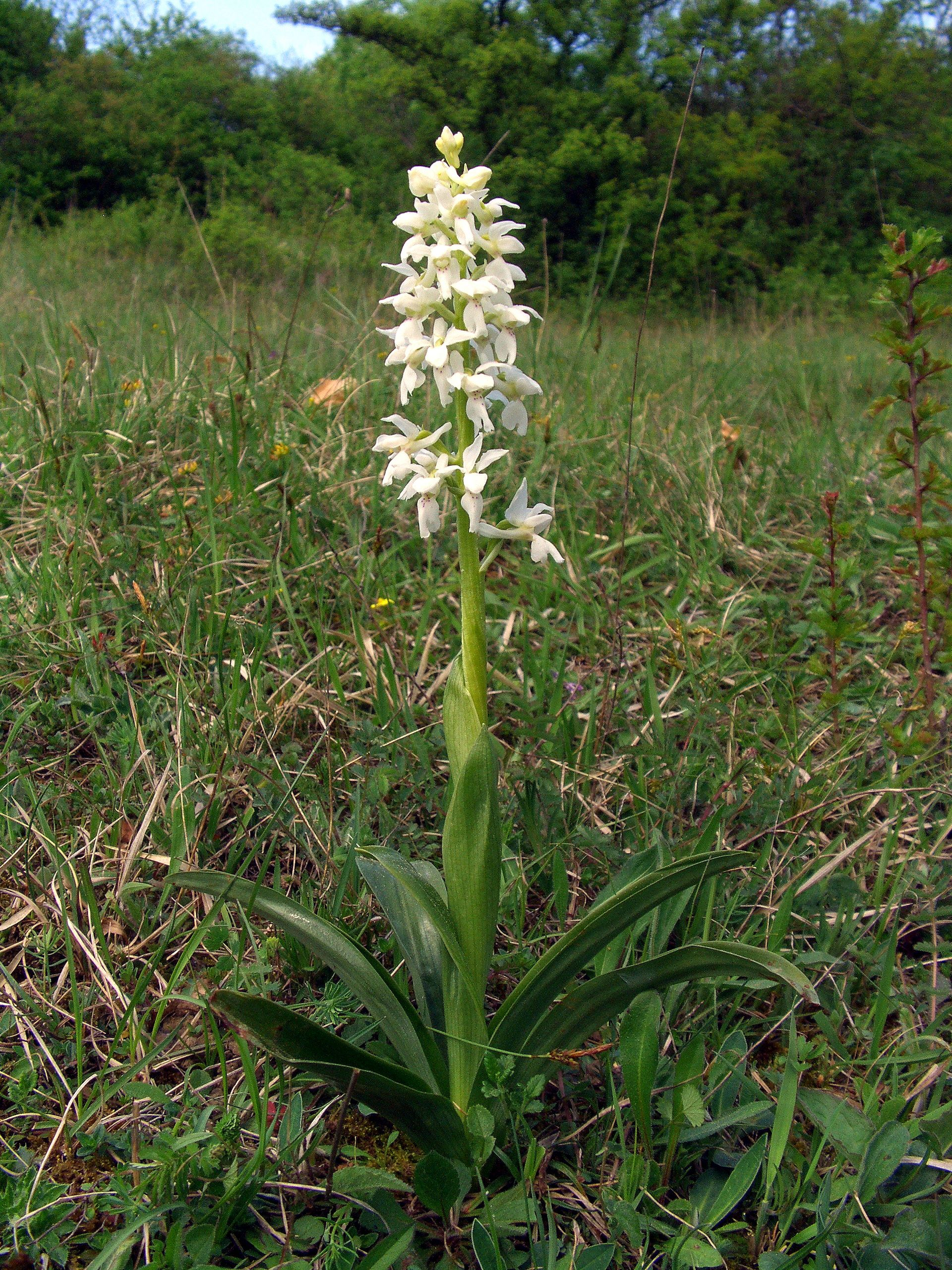
Fehér változata
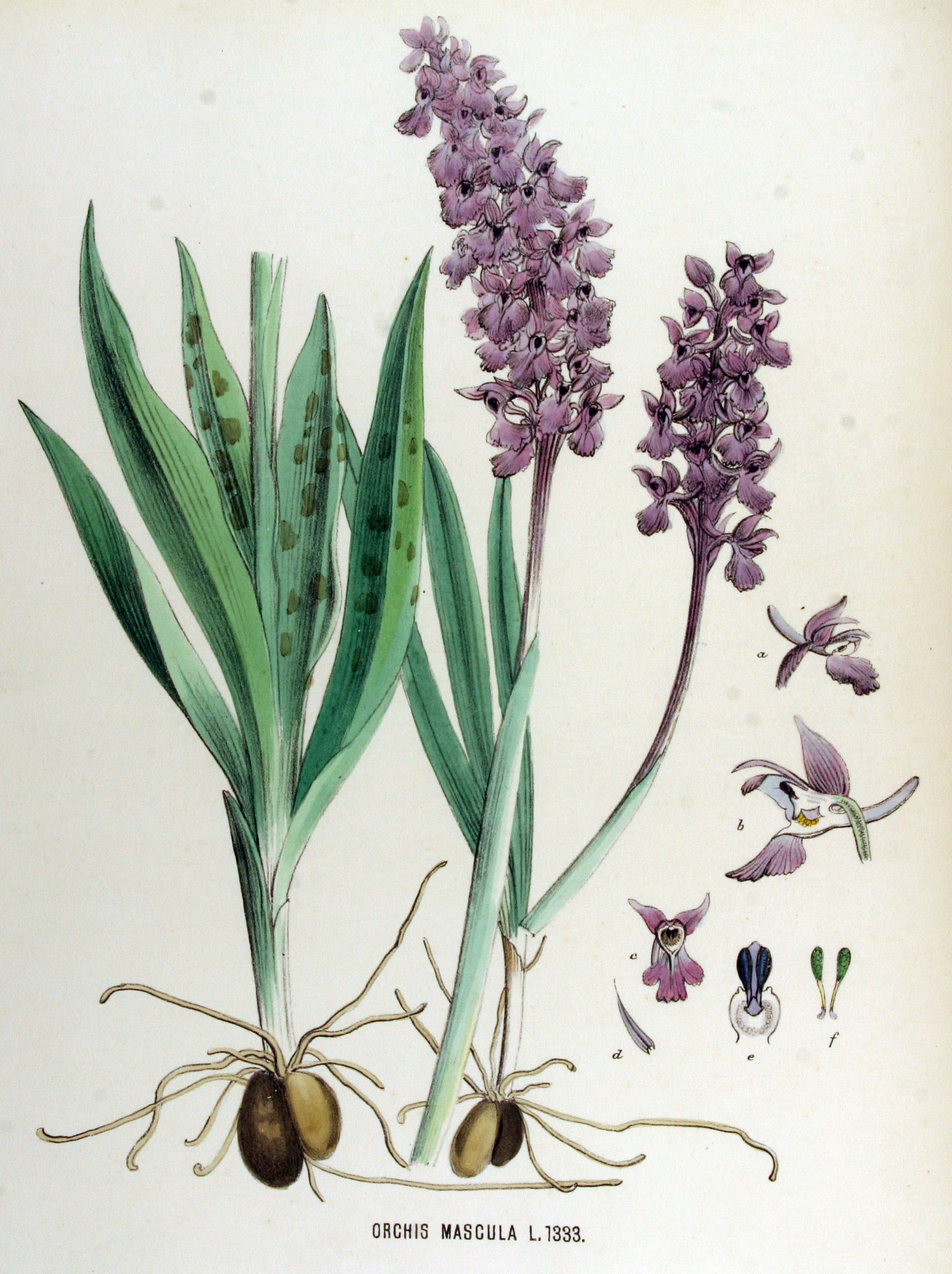
Ábrázolása egy holland botanikakönvben (1885)